# فاتن نسطاس
فاتن نسطاس (1975-) هي فنانة تشكيلية فلسطينية، ولدت في بيت لحم ودرست في مدارسها، حاصلة على درجة البكالوريوس عام 1989، والماجستير عام 2011 من كلية التصميم والفنون بالقدس. بدأت مسيرتها المهنية كمنسقة فنية في دار الندوة الدولية عام 1998، حيث أشرفت على إقامة العديد من المعارض ونظمت دورات في مجال الفنون والحرف. تعمل منذ تأسيس دار الندوة الدولية على رئاسة أقسام الفنون البصرية، وهي باحثة في الفن الفلسطيني. عملت أمينة ومنسقة معارض منذ عام 2000.
لها كتابان، "سليمان منصور" صدر عام 2008 عن دار النشر الألمانية ميشيل إمهوف فيرلان، والثاني بعنوان "تأملات من الفن الفلسطيني: فن مقاومة أو جماليات" نشرته ديار للنشر عام 2015 في بيت لحم.

## معارضها
ساهمت في تقديم العديد من المعارض في فلسطين وخارجها منها:
1. أمينة المجموعة الفلسطينية في مشروع "إيماجو موندي" بعنوان فلسطين: فن تشكيلي معاصر داخل الحدود وخارجها، والكتاب الذي صدر تحت نفس العنوان عام 2016 لتوثيق المجموعة.[5]
2. معرض متجول في السويد بعنوان الآخران عام 2011 والذي عرض في أكثر من دار عرض.

## أسلوبها الفني
تستلهم فاتن نسطاس متواسي مواضيع أعمالها من القضايا الإنسانية المجتمعية، حيث تعكس في أعمالها مخاوف الناس وعواطفهم النفسية الناتجة عن الواقع السياسي من احتلالات وصراعات، بجانب القضايا الاجتماعية مثل الوطن والهوية والمكان، وتعبر عنها باستخدام مختلف المواد مثل النصوص والخط والقماش والتطريز، والنحت والسيراميك.

## معارضها الجماعية
1. "الوطن ... المنفى"، جاليري الكهف، دار الندوة، بيت لحم عام 2009.
2. "البحث عن الكمال"، كاتدرائية فاكخو، السويد عام 2010.
3. "ذكريات من أجل مستقبل أفضل"، كاتدرائية سانت جون، مهرجان أدنبرة الدولي عام 2011.
4. "رحمة الله"، سلسلة التصوير الفوتوغرافي، جاليري Kulturhaus Zanders، بيرجيش جلادباخ، ألمانيا عام 2018.
5. Peters kapelle، لوسيرن، سويسرا عام 2020.